# Универсализм
Универсализм — этическое миросозерцание, противоположное индивидуализму; форма мышления, рассматривающая универсум как целое. 
В ряде религий под универсализмом также понимается убеждение в возможности спасения всех людей.
Идея универсализма присутствует в истории христианства, ислама, зороастризма, индуизма и других религий. Первые бесспорные[какие?] источники об универсализме в христианстве появляются в Англии в XVII веке, в Европе и Америке в XVIII веке. В качестве организованного течения универсализм возникает в Северной Америке в эпоху Просвещения.
Индивидуальное счастье универсализм считает неосуществимым при отсутствии у личности сознания солидарности с окружающим миром и без установки гармонии между ними, возможной только путём познания законов, лежащих в основе мирового развития, и следования им.

## Христианский универсализм
Христианский универсализм основан на убеждении в возможности спасения всех людей.
Первую универсалистскую церковь в Глостере (штат Массачусетс) в 1779 году основал Джон Мюррей. Позже он стал священником в универсалистской общине в Бостоне. Универсалистами стали многие баптисты.
Ключевые позиции в универсалистской церкви в ходе своего священнического служения в Бостоне в 1817—1852 занимал Хосеа Баллоу. Под его влиянием универсалисты восприняли унитарианские взгляды.
Универсалисты одними из первых стали применять религиозные принципы к решению социальных проблем, они основали Университет Тафтса и Университет святого Лаврентия.
В 1961 году Универсалистская церковь Америкии Американская унитарианская ассоциация были объединены в Унитарианско-Универсалистскую ассоциацию, национальное управление которой находится в Бостоне.